# Madeleine Kunin
Madeleine May Kunin (Zurique, 28 de setembro de 1933) é uma autora, diplomata e política norte-americana. Filiada ao Partido Democrata, foi Governadora de Vermont entre 1985 e 1991. Também foi embaixadora dos EUA na Suíça de 1996 até 1999, durante o governo de Bill Clinton. Kunin foi a primeira e única Governadora de Vermont, bem como a primeira judia a ser eleita para governar um estado norte-americano. Atualmente, é professora na Universidade de Vermont.